# Oman (roślina)

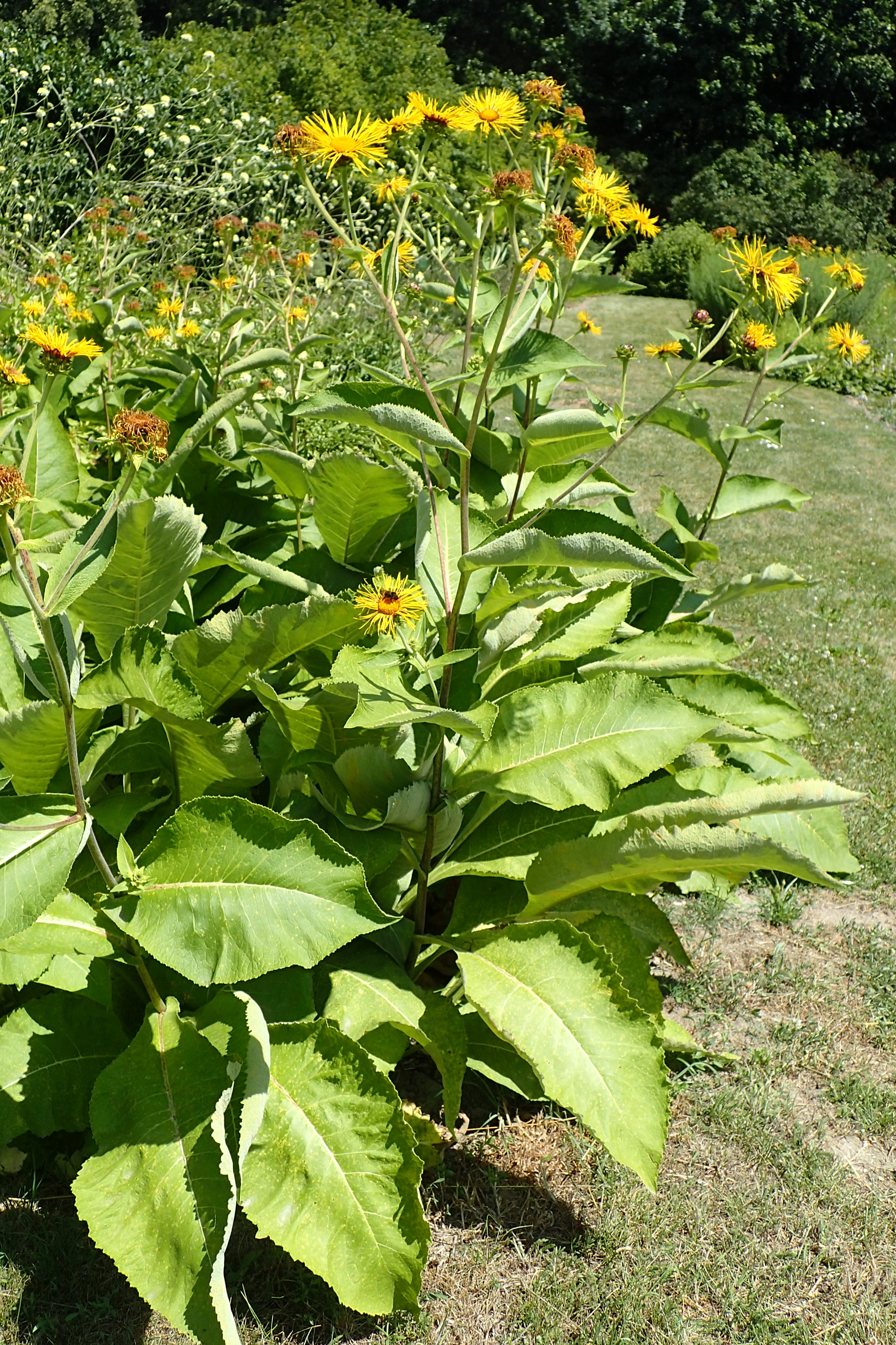
Oman Roylego

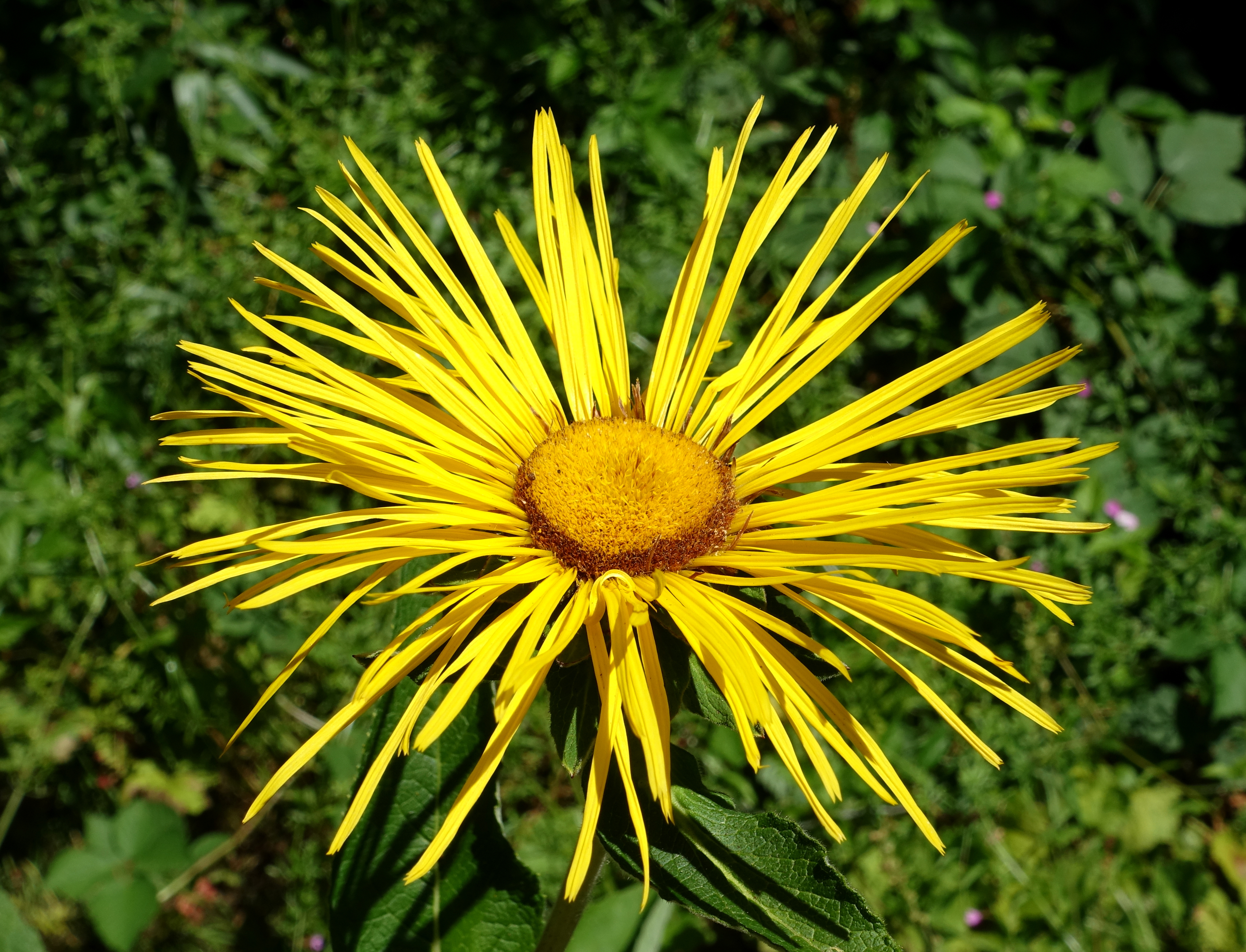
Koszyczek omanu wspaniałego

Oman (Inula L.) – rodzaj roślin z rodziny astrowatych. Obejmuje 78 gatunków w wąskim ujęciu (z wyłączeniem rodzaju Pentanema) lub około 100 w szerokim ujęciu. Rośliny te występują w Europie i Azji oraz w środkowej Afryce. Rodzaj w szerokim ujęciu reprezentowany jest w Polsce przez 6 gatunków rodzimych i jeden introdukowany, w wąskim ujęciu należy tu tylko gatunek introdukowany – oman wielki Inula helenium.
Szereg gatunków z tego rodzaju uprawianych jest jako okazałe rośliny ozdobne, wykorzystywane także leczniczo. Takie podwójne znaczenie mają np. oman wielki I. helenium, oman wspaniały I. magnifica oraz Inula racemosa.

## Rozmieszczenie geograficzne

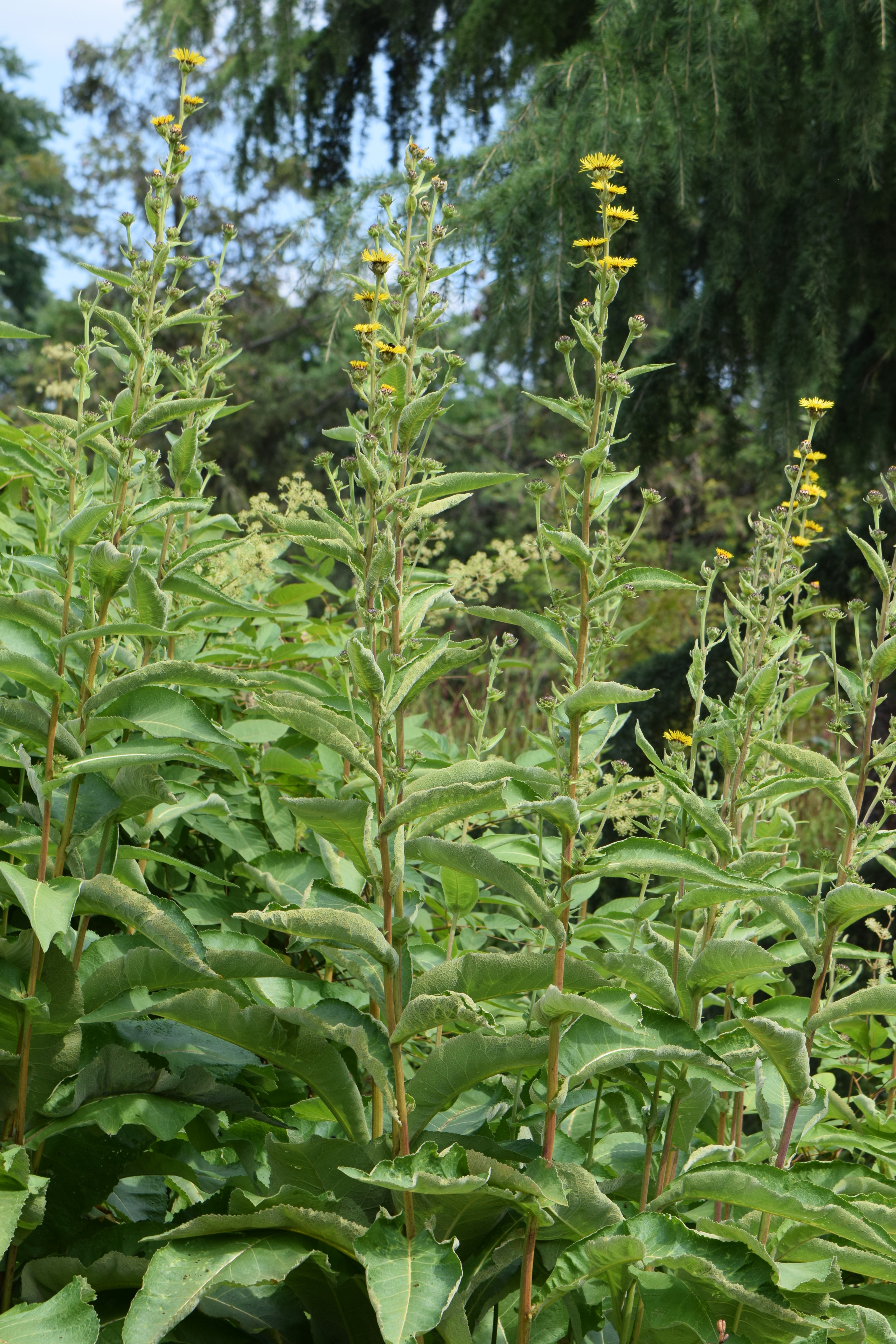
Inula racemosa

Zasięg rodzaju obejmuje strefę klimatu umiarkowanego i podzwrotnikowego w Europie i Azji oraz środkową Afrykę (od Kamerunu i Etiopii na północy po Zambię na południu) oraz Madagaskar. W szerokim ujęciu rodzaju w Europie rośnie 18 jego przedstawicieli, z czego 6 gatunków obecnych jest w Polsce jako rośliny rodzime, a jeden jest introdukowany. W wąskim ujęciu rodzaju wszystkie gatunki rodzime we florze polskiej klasyfikowane są do rodzaju Pentanema.
Gatunki flory Polski
Pierwsza nazwa naukowa według listy krajowej, druga – obowiązująca według bazy taksonomicznej Plants of the World online (jeśli jest inna)
- oman łąkowy, o. brytyjski Inula britannica L. ≡ Pentanema britannica (L.) D.Gut.Larr., Santos-Vicente, Anderb., E.Rico & M.M.Mart.Ort.
- oman niemiecki Inula germanica L. ≡ Pentanema germanicum (L.) D.Gut.Larr., Santos-Vicente, Anderb., E.Rico & M.M.Mart.Ort.
- oman szlachtawa Inula conyza DC. ≡ Pentanema squarrosum (L.) D.Gut.Larr., Santos-Vicente, Anderb., E.Rico & M.M.Mart.Ort.
- oman szorstki Inula hirta L. ≡ Pentanema hirtum (L.) D.Gut.Larr., Santos-Vicente, Anderb., E.Rico & M.M.Mart.Ort.
- oman wielki, o. czerwonkowy Inula helenium L. – antropofit zadomowiony
- oman wierzbolistny Inula salicina L. ≡ Pentanema salicinum (L.) D.Gut.Larr., Santos-Vicente, Anderb., E.Rico & M.M.Mart.Ort.
- oman wąskolistny Inula ensifolia L. ≡ Pentanema ensifolium (L.) D.Gut.Larr., Santos-Vicente, Anderb., E.Rico & M.M.Mart.Ort.

## Morfologia
PokrójW wąskim ujęciu rodzaju należą tu okazałe byliny (do ok. 2 m wysokości) z przewodami żywicznymi w łodygach. W szerokim ujęciu należą tu także rośliny jednoroczne i niewielkie byliny.
LiścieSkrętoległe, odziomkowe i łodygowe, pojedyncze, zwykle siedzące, całobrzegie do ząbkowanych.
KwiatyZebrane w koszyczki pojedyncze lub tworzące luźny, baldachogroniasty kwiatostan złożony. Okrywa półkulista do dzwonkowatej, o średnicy do 4 cm. Listki okrywy są trwałe, wyrastają w czterech lub większej liczbie rzędów. Dno koszyczka jest wypukłe. Kwiaty brzeżne języczkowe, żeńskie i płodne, mają korony żółte lub pomarańczowe. Kwiaty rurkowe wewnątrz koszyczka są obupłciowe, o koronie żółtej.
OwoceNiełupki walcowate do elipsoidalnych, żebrowane, zwieńczone pojedynczym pierścieniem włosków trwałego puchu kielichowego.

## Systematyka
Rodzaj z plemienia Inuleae z podrodziny Asteroideae z rodziny astrowatych Asteraceae. W obrębie plemienia jest jednym z rodzajów tzw. kompleksu Inula (Inula complex). Kompleks jest blisko spokrewniony z kompleksem Pulicaria. Rodzaj Inula w tradycyjnym ujęciu okazał się taksonem parafiletycznym – zwykle okazałe, wielkolistne gatunki wraz z typowym omanem wielkim I. helenium tworzą wspólny klad m.in. z monotypowym rodzajem smotrawa Telekia oraz rodzajami: słomian Carpesium, Codonocephalum i Chrysophtalmum. Liczne gatunki z rodzaju Inula, zwłaszcza te reprezentowane w Europie, tworzą klad wspólnie z rodzajem Pentanema Cass. Rodzaj ten pierwotnie wyodrębniono dla grupy ok. 20 gatunków z południowej Azji i wschodniej Afryki, wyróżniających się nielicznymi włoskami puchu kielichowego (od 5 do 20). Ze względu na relacje filogenetyczne odkryte w wyniku badań molekularnych, ale także podobieństwa morfologiczne i taką samą liczbę podstawową chromosomów (x=10, podczas gdy w kladzie z wąsko ujmowanym rodzajem Inula x=8) liczne gatunki tradycyjnie zaliczane do Inula przeniesione zostały do rodzaju Pentanema. Alternatywne rozwiązanie taksonomiczne, polegające na szerokim ujęciu rodzaju Inula (z włączeniem tu wszystkich rodzajów z kompleksu), zostało odrzucone jako tworzące rodzaj bardzo zróżnicowany morfologicznie i kariologicznie. 
Wykaz gatunków
Wykaz obejmuje gatunki zaliczane w wąskim ujęciu rodzaju, w szerokim (i parafiletycznym) ujęciu należą tu także liczne gatunki z rodzaju Pentanema.

- Inula acaulis Schott & Kotschy ex Boiss. – oman bezłodygowy
- Inula acuminata DC.
- Inula anatolica Boiss.
- Inula angustifolia DC.
- Inula arbuscula Delile
- Inula aucheriana DC.
- Inula barbata Wall. ex DC.
- Inula candida (L.) Cass.
- Inula ciliaris Matsum.
- Inula clarkei (Hook.f.) R.R.Stewart
- Inula cuanzensis Hiern
- Inula decurrens Popov
- Inula discoidea Boiss.
- Inula eminii (O.Hoffm.) O.Hoffm.
- Inula engleriana O.Hoffm.
- Inula fragilis Boiss. & Hausskn.
- Inula gimbundensis S.Moore
- Inula glareosa E.M.Antipova
- Inula glauca C.Winkl.
- Inula glomerata Oliv. & Hiern
- Inula gombczewskyi C.Winkl.
- Inula gossweileri S.Moore
- Inula grandiflora Willd.
- Inula grandis Schrenk ex Fisch. & C.A.Mey.
- Inula helenium L. – oman wielki
- Inula helianthus-aquatilis C.Y.Wu ex Y.Ling
- Inula hendersoniae S.Moore
- Inula hissarica R.Nabiev
- Inula hookeri C.B.Clarke – oman Hookera
- Inula huillensis Hiern
- Inula hupehensis (Y.Ling) Y.Ling
- Inula inuloides (Fenzl) Grierson
- Inula japonica Thunb.
- Inula kalapani C.B.Clarke
- Inula klingii O.Hoffm.
- Inula koelzii R.Dawar & Qaiser
- Inula limosa O.Hoffm.
- Inula linariifolia Turcz.
- Inula macrocephala Boiss. & Kotschy
- Inula macrolepis Bunge
- Inula magnifica Lipsky – oman wspaniały
- Inula mannii (Hook.f.) Oliv. & Hiern
- Inula mildbraedii Muschl.
- Inula montbretiana DC.
- Inula multicaulis Fisch. & C.A.Mey.
- Inula obtusifolia A.Kern. – oman tępolistny
- Inula oligocephala S.Moore
- Inula paludosa O.Hoffm.
- Inula peacockiana (Aitch. & Hemsl.) Korovin
- Inula perrieri (Humbert) Mattf.
- Inula persica F.Ghahrem. & Narimisa
- Inula poggeana O.Hoffm.
- Inula racemosa Hook.f.
- Inula rajamandii Narimisa & F.Ghahrem.
- Inula rhizocephala Schrenk ex Fisch. & C.A.Mey. – oman grubokorzeniowy
- Inula rhizocephaliformis Kamelin & Turak.
- Inula robynsii De Wild.
- Inula royleana DC. – oman Roylego
- Inula salsoloides (Turcz.) Ostenf.
- Inula sarana Boiss.
- Inula schischkinii Gorschk.
- Inula schmalhausenii C.Winkl.
- Inula sechmenii Hartvig & Strid
- Inula sericeo-villosa Rech.f.
- Inula sericophylla Franch.
- Inula serratuloides (Gilli) Grierson
- Inula speciosa O.Hoffm.
- Inula stenocalathia (Rech.f.) Soldano
- Inula stewartii Abid & Qaiser
- Inula stolzii Mattf.
- Inula × stricta Tausch
- Inula subfloccosa Rech.f.
- Inula taiwanensis S.S.Ying
- Inula thapsoides (Spreng.) Spreng.
- Inula tuzgoluensis M.Öztürk & Ö.Çetin
- Inula urumoffii Degen
- Inula vernonioides O.Hoffm.
- Inula viscidula Boiss. & Kotschy
- Inula welwitschii O.Hoffm.

## Zastosowanie
Omany (w szerokim ujęciu) były uprawiane już w czasach antycznych ze względu na efektowne kwiatostany. Niektóre gatunki są używane w celach leczniczych. Są też roślinami miododajnymi. Są mrozoodporne i nie mają specjalnych wymagań co do gleby. Mogą rosnąć na stanowiskach słonecznych lub częściowo zacienionych. Rozmnaża się je zazwyczaj przez nasiona lub przez podział wiosną lub jesienią. 